# Colul chirurgical al humerusului
Colul chirurgical al humerusului este porțiunea îngustă a humerusului care se gasește inferior de cei doi tuberculi. Aici se produc frecvent fracturi humerale.